# Minut d'arc
Un minut d'arc és una unitat de mesura angular que equival a una seixantena part (1⁄60) d'un grau. Com que en una circumferència completa hi ha 360 graus, un minut d'arc és 1/21.600 de circumferència, o π/10.800 radians. Per la seva banda, un segon d'arc és una seixantena part (1⁄60) d'un minut d'arc. Aquestes unitats s'utilitzen bàsicament en camps que necessiten una mesura d'angles molt petits, tals com l'astronomia, l'oftalmologia o la navegació.
Per expressar quantitats d'angle encara més petites es poden fer servir els prefixos del SI, especialment el mil·lisegon d'arc, que s'usa en astronomia.

## Símbols i abreviatures
El símbol estàndard per marcar el minut d'arc és la prima (′) (U+2032), encara que normalment s'usa la cometa simple (') quan només es permeten caràcters ASCII. Un minut d'arc s'escriu, doncs, 1′. Anàlogament, el símbol del segon d'arc és la doble prima (″) (U+2033), encara que normalment s'utilitzen les cometes dobles ("). Un segon d'arc s'escriu, doncs, 1″.
| Unit              | Valor                  | Símbol          | En radians (aprox.) |
| ----------------- | ---------------------- | --------------- | ------------------- |
| Grau              | 1⁄360 del cercle       | °               | 17,4532925 mrad     |
| Minut d'arc       | 1⁄60 de grau           | ′ (prima)       | 290,8882087 µrad    |
| Segon d'arc       | 1⁄60 de minut d'arc    | ″ (doble prima) | 4,8481368 µrad      |
| Mil·lisegon d'arc | 1⁄1,000 de segon d'arc |                 | 4,8481368 nrad      |
| Microsegon d'arc  | 10−6 de segon d'arc    |                 | 4,8481368 prad      |